# Josef Wallner (Politiker, 1898)
Josef Wallner (* 27. Oktober 1898 in Wolfsbach; † 15. Februar 1983 in Amstetten) war ein österreichischer Politiker (ÖVP).
Josef Wallner erlernte den Beruf eines Sägewerkers.
1921 gründete er die Firma J. Wallner (Holzgroßhandel) in Amstetten.
Er begann seine politische Karriere in der ÖVP St. Pölten und im Wirtschaftsbund.
Von 1949 bis 1962 war er Abgeordneter zum Nationalrat (VI., VII., VIII. und IX. Gesetzgebungsperiode).